# Église Notre-Dame de Rive-de-Gier
Vous pouvez aider à l'améliorer ou bien discuter des problèmes sur sa page de discussion.
- Il peut contenir un travail inédit ou des déclarations non vérifiées. Vous pouvez l’améliorer en ajoutant des références. (Marqué depuis septembre 2017)

Vous pouvez aider à l'améliorer ou bien discuter des problèmes sur sa page de discussion.
- Il ne cite pas suffisamment ses sources. Vous pouvez indiquer les passages à sourcer avec {{référence nécessaire}} ou {{Référence souhaitée}}, et inclure les références utiles en les liant aux notes de bas de page. (Marqué depuis septembre 2017)

- Archive Wikiwix
- Bing
- Cairn
- DuckDuckGo
- E. Universalis
- Gallica
- Google
- G. Books
- G. News
- G. Scholar
- Persée
- Qwant
- (zh) Baidu
- (ru) Yandex
- (wd) trouver des œuvres sur Wikidata

L’église Notre-Dame de Rive-de-Gier est inscrite à l'inventaire des monuments historiques depuis 1981. 
Les éléments protégés sont les fresques du cœur de l'église qui ont été réalisées par le peintre Giovanni Zaccheo (1819-1882) entre 1850 et 1853.
Le 15 février 1818 la première pierre reçu la bénédiction, le 16 décembre 1823 l’église Notre-Dame fut bénie et en 1845 la construction se termina.
L'é bénéficia d'une restauration intérieure en 1983 avec l'aide du Ministère de la culture, des subventions de l’État et du département ainsi qu'une souscription. 

## Histoire
Remplaçant sur le même lieu, au cœur du bourg primitif, une antique église de style roman vétuste et devenue trop petite, l’église Notre-Dame a été laborieusement érigée de 1818 à 1823. Inscrite au registre supplémentaire des Monuments Historiques le 11 mai 1981.

## Architecture

### Extérieur
Elle offre l’apparence d’un temple de style dorique, ses murs sont construits avec les pierres gélives du Mouillon et l’on peut encore y découvrir les initiales des carriers qui les ont extraites. De même la première pierre est apparente dans l’angle nord-est de l’édifice, rue Franklin. 

### Intérieur

#### Voute
La voûte est supportée par les mêmes puissantes colonnes que celles du parvis. Elle n’est faite ni d’un briquetage, ni en pierre de taille mais réalisée avec des milliers de briquettes de 9 pouces d’épaisseur (soit 22,5 cm) provenant d’une sorte de tuffeau tiré d’une carrière de l’Ain ; elles sont arrivées par le canal, environ 8 000 par bateau.

#### Nef
Elle est éclairée par six lunettes vitrées en verre de cristal blanc et bleu. Ce sont les verres d’origine posés dès 1823, soufflés dans la verrerie Hutter, une verrerie/cristallerie du Grand Terray. Verres que le curé de l’époque décrivit comme « fabrication ordinaire »[réf. nécessaire].

#### Tableaux et fresques
Des peintures et des fresques décorent tout l’intérieur de Notre Dame. Ce sont les œuvres successives d’un peintre d’origine italienne, Giovanni Zaccheo, né le 14 mai 1819 à Cannobio, sur les rives du lac Majeur et mort à Saint-Etienne le 20 août 1882, arrivé en France vers 1840. Son frère François exécute les décors et en 1901, son fils Jean reprend certaines de ses fresques pour les nettoyer.
Les peintures murales ont des motifs floraux et géométriques ; elles ont probablement été réalisées par les compagnons formant l’équipe de G. Zaccheo. La décoration florale, en particulier celle qui se trouve entre les chapelles, devient plus élaborée et s’enrichit en motifs et en couleurs au fur et à mesure que l’on s’avance vers le chœur.
Les œuvres religieuses sont des fresques. L’artiste applique les couleurs sur du plâtre encore humide a fresco (encore frais). Parlant des œuvres de Zaccheo, Claude Prieur l’artiste-peintre qui les restaura a écrit : « les peintures sont de vraies fresques travaillées à la gouache et reprises en glacis. La couleur est alors fixée par la cristallisation de la chaux sans rien d’autre »[réf. nécessaire].
Le chœur, primitivement, le mur du chevet était droit et plat et garni de caissons. Zaccheo est chargé de transformer ce fond plat en cul de four. Ce qui lui facilitera l’exécution de l’une des deux œuvres magistrales consacrées à l’Eucharistie.
Pour La Dispute du Saint-Sacrement aussi appelé Le Triomphe de l’Église ou Le Triomphe de l’Eucharistie, Zaccheo s’inspire très librement d’une fresque (la 4e) que Raphaël a peinte en 1509-1510 dans la Chambre des Signatures au Vatican. C’est la dispute théologique, la discussion autour de ce mystère qu’est la présence du corps du Christ dans l’Eucharistie. La Sainte Trinité est au centre du tableau ; en haut Dieu le Père tient un livre ouvert où l’on devine l’alpha et l’oméga, en un mot l’éternité ; en-dessous le Christ entouré de sa mère et de Saint Jean Baptiste et au-dessus de l’autel, le Saint-Esprit sous la forme d’une colombe. 
L’ostensoir placé sur l’autel se détache sur le ciel et devient le point de convergence des lignes de perspectives et l’hostie qu’il enferme est la source de cette discussion. Les personnages sont disposés sur deux hémicycles concentriques. Au registre supérieur, les grandes figures de l’Ancien Testament, les patriarches, les bienheureux,  sont en présence de Dieu, ils sont sereins : c’est l’Église Triomphante.
Sur la ligne inférieure, pontifes, prélats, théologiens, laïques s’agitent, s’animent, palabrent, ils cherchent à comprendre ce mystère, avec l’aide de livres, au pied de l’autel. C’est l’Église Militante. A gauche, Dante se reconnait grâce à sa tête couronnée de lauriers. Et, sur le côté droit, à côté des grands de l’Église, avec un clin d’œil malicieux, Giovanni Zaccheo s’est peint avec son frère : c’est sa signature.
En dessous : La Cène : le dernier repas que le Christ prend avec ses disciples avant sa crucifixion et au cours duquel, il institue le sacrement de l’Eucharistie. « Ceci est mon corps, ceci est mon sang ». Zaccheo s’inspire largement de l’œuvre que Léonard de Vinci a peinte entre 1495 et 1498, dans le Réfectoire du Couvent de Santa Maria delle Grazie (Sainte Marie des Grâces) à Milan. 
Le Christ figure majeure du christianisme est au centre de la représentation, au centre de la chambre, au centre des groupes d’apôtres (6 à gauche, 6 à droite) et au milieu de la fenêtre centrale, ces trois fenêtres ouvertes sur le paysage pouvant symboliser la Sainte Trinité. Calme, un peu détaché des autres personnages, Jésus vient d’annoncer « l’un de vous me trahira » et l’effet est immédiat, plus aucun des apôtres ne mange, leurs visages sont tendus et leurs gestes et leurs expressions traduisent leurs divers sentiments ; tous regardent ou prennent le Christ à témoin. Facilement reconnaissables, à la droite du Christ, Jean l’apôtre bien-aimé et Pierre qui semble le questionner et dans ce même groupe, Judas dont la main droite est crispée sur une bourse… Toujours du même côté, à l’extrémité de la table, se trouve, debout, Barthélemy près des pieds duquel, on peut lire « Giovanni Zaccheo Pinxit 1854 ».
Au centre de la voûte, G. Zaccheo a peint avec l’Assomption de la Vierge, c’est d’après le restaurateur M. Prieur, « sa plus belle réussite surtout dans les draperies des vêtements de Marie »[réf. nécessaire]. Il a retrouvé, gravé dans l’enduit, un quadrillage préliminaire indiquant le professionnalisme de l’artiste.
Autour de cette œuvre, huit médaillons évoquent les litanies de la Vierge sur deux lignes parallèles.
Aux tribunes : six tableaux des voûtes au-dessus des chapelles. Chacun d’eux, placé dans un oculi qui se détache d’un trompe-l’œil en grisaille, représente un épisode de la vie de Marie.
Au sud :
- Marie enfant apprend à lire avec sainte Anne, sa mère
- Humble jeune fille, elle se marie avec Joseph
- L’Annonciation, avec l’ange Gabriel

Au nord :     
- La Visitation : Marie rend visite à sa cousine Elisabeth
- La Nativité
- La Fuite en Égypte

Au fond de l’église se trouve la première œuvre que Zaccheo ait réalisée ici, c’est le Concert d’anges avec Sainte Cécile ; elle se voit très mal parce qu’à demi cachée par le buffet de l’orgue. Les initiales GZ et la date 1853 occupent le cartouche au sommet de l’arc en plein cintre de la peinture. Ces anges-enfants aussi bien chanteurs que musiciens tournent leurs regards vers le centre de la composition, sur Sainte Cécile qui serait un étonnant portrait italien. Cette fresque n’a jamais été retouchée avant la restauration de 1983-1987 et il semble qu’elle ait moins d’ampleur que les autres représentations à moins que Zaccheo ait voulu donner une évocation d’éloignement à ce concert que l’on ne voit qu’en quittant la nef. Il a, en tout cas, réussi à donner un aspect concave à ce mur droit.[Interprétation personnelle ?]

#### Vitraux
Les vitraux sont tous signés Mauvernay. Famille de peintres sur verre dont la manufacture a été fondée en 1838, à Saint-Galmier. Leurs œuvres s’inspirent de l’Ancien et du Nouveau Testament, de la vie des saints, des livres historiques et prophétiques. Les éléments du décor sont puisés dans la nature et mettent en évidence le personnage ou soulignent certains aspects du sujet central. Les paysages composés avec rigueur, nous font découvrir des villes, des places, des villages d’inspiration romaine ou de vastes panoramas parcourus par des rivières. Des fleurs éparpillées sur le sol ou incrustées dans les cadres, accompagnent les thèmes traditionnels d’une grande variété.

#### Chapelles
Chaque chapelle est consacrée à un thème précis : soit un personnage, un usage, (fonts baptismaux) ou une commémoration (chapelle des soldats), ce thème étant représenté par une statue ou par un tableau central ; la décoration du vitrail qui éclaire et embellit le lieu y ajoute des explications supplémentaires. 
La chapelle du Sacré-Cœur n’a été aménagée qu’en 1829.
Une statue en marbre du Christ ne laisse aucune équivoque sur le nom de la chapelle. Le vitrail montre sainte Marguerite Marie Alacoque (1645-1690), religieuse visitandine à Paray-le-Monial en 1672 qui répandit la dévotion au Sacré-Cœur de Jésus à la suite d’apparitions du Christ.
Outre le bas-relief de l’autel consacré à l’Eucharistie, il y a à la table d’autel, d’un côté les dés qui servirent aux soldats pour se partager la tunique du Christ (ils sont entourés d’une couronne d’épines), de l’autre côté, à la même hauteur, toujours entourés d’un bois épineux, les clous avec lesquels le Christ a été crucifié.
Dans cette chapelle : une statue en plâtre de sainte Barbe. C’est la patronne des pompiers, et de toutes les professions ayant un rapport avec le feu et surtout c’est la patronne des mineurs qui étaient légion dans le Rive-de-Gier de l’époque. 
Sur les murs, le décor peint, très riche en détails floraux, met en relief le cœur rouge vif du motif central. 
La chapelle de Saint François Régis a été édifiée dès 1823, avec celle de saint Joseph, qui lui fait face, elle donnait l’impression au clergé d’avoir une église en forme de croix.
Sur le tableau central, Saint François Régis (1597-1640) avec en arrière-plan, la ville du Puy-en-Velay et Saint Michel d'Aiguilhe. Ce tableau est l’œuvre de Jean-Baptiste Frénet. Si l’on ne sait trop à quel moment de la vie de saint François Régis correspond la représentation de cette œuvre, le vitrail ne nous laisse aucun doute : Croix à la main, le saint est missionnaire et la petite église est celle de Lalouvesc, en Haute-Loire où il repose. Il est honoré ici car entre 1637 et 1639, d’octobre à avril, le Saint a fortement marqué le Pilat. Remarquable prédicateur, plusieurs siècles après, on parlait encore de son passage et des croix, dites « de Saint Régis » seraient visibles à Saint Appolinard, Marlhes et La Versanne. Il est dit que le nom de la commune de Saint-Régis-du-Coin, créée en 1858, aurait été donné pour se faire pardonner le mauvais accueil réservé à l’apôtre par la population du hameau.
La chapelle des Fonts Baptismaux date de 1830. Signée par Frénet, la peinture centrale nous montre Le baptême du Christ par Saint Jean le Baptiste.
Au vitrail, en 496, saint Remi, évêque de Reims, baptise Clovis, roi des Francs de 481 à 511 en présence de Clotilde sa femme qui l’avait amené au catholicisme.
La phrase écrite en latin signifie : « Courbe la tête, fier Sicambre, adore ce que tu as brûlé et brûle ce que tu as adoré ». Les Sicambres étaient un peuple de Germanie soumis par les Romains en l’an 12, et il s’est confondu par la suite avec les Francs, d’où l’interpellation de l’évêque.
Les fonts baptismaux ne sont pas ceux d’origine ; ils ont été installés en 1842 et faits par un monsieur Adamy de Lyon. Un vitrail à motifs géométriques aurait été placé sur ce mur de l’ouest après la restauration des fresques, en 1988-1989, à l’instigation du père Joanny Perrache et par souscription auprès des paroissiens. 
Sur le mur ouest, tableau du Christ en gloire (XIXe siècle) serait une toile (170 × 170), vestige du mobilier de la chapelle des Pénitents blancs. Entouré de quatre cartouches représentant les épisodes de la Passion : Crucifixion, Jardin des Oliviers, Flagellation et Passage devant le Grand Prêtre, le Christ se détache sur un cœur doré monumental et son manteau rouge, retenu par une fibule nous laisse voir sa plaie au côté, plaies aussi à ses mains largement ouvertes.  
La tribune (1830) est en bois de chêne avec de beaux médaillons sculptés se rapportant à l'Eucharistie. En-dessous, la porte monumentale et ses panneaux ouvragés. Sur le loquet, les lettres A & M de l’Ave Maria. 
La chapelle des Soldats : Après la  Première Guerre mondiale, elle est dédiée aux soldats morts dans le conflit et le 29 août 1920 est inaugurée une œuvre de Mrs Jallicon & Charles de Saint-Étienne (5,35 m de haut et 5 m de large), 230 noms sont inscrits en lettres d’or sur deux plaques de marbre rouge qui encadrent un tableau peint par un artiste parisien Étienne Azambre (1859-1933) qui a spécialement fait cette huile sur toile, en 1919, pour cette paroisse. Le Christ, en personne soutient un soldat mourant. Au vitrail, la piéta, au pied du calvaire.
Au mur de l’ouest, un autre tableau non signé : une Vierge protectrice de l’école lyonnaise. 
La chapelle de Saint-Joseph établie dès le début de la construction de l’église. Au vitrail, la Sainte Famille avec Joseph, Marie et l’enfant Jésus, la date s’y distingue : 1886.
Sur l’autel, la statue de saint Joseph. Si l’on se réfère à la photocopie d’un livret d’un sculpteur italien Vittorio Zanetti ou Victor Zan dont de nombreuses œuvres sont à Saint-Étienne, on[Qui ?] lit, en italien qu’il est l’auteur de « deux statues en marbre, un christ et un saint Joseph qui se trouvent dans l’église N.-D. de Rive-de-Gier… ». Donc, la statue de la chapelle du Sacré-Cœur et celle-ci seraient de cet immigré italien, qui est né à Oneglia en Ligurie en 1859 et est mort en 1940 à Milan. Il dit avoir fait ces statues en 1886[réf. nécessaire].  
La chapelle de la Vierge est aménagée en 1829 ; les boiseries y sont installées en 1834 et sur la droite : la statue en plâtre de Saint Éloi, patron des forgerons.
L’autel est surmonté d’une statue en marbre de Marie et sur le bas-relief, c’est la Vierge du Rosaire qui remet un chapelet à Saint Dominique (1170-1221), le chargeant ainsi d’en propager la récitation.
Sur le vitrail, la Vierge de Lourdes entourée des représentations des litanies de la Vierge visualisées et entremêlées de fleurs, en particulier de la rosa mystique qui symbolise sa beauté parfaite, ses vertus.
Les tableaux peints du Chemin de Croix ont été achetés à Rome et installés le 27 février 1863[réf. nécessaire].
Les grands lustres datent de 1874. Ils étaient tout d’abord au gaz avant de passer à l’électricité offerte par Jules Marrel[réf. nécessaire].

#### Orgue
L’orgue a aussi été installé en 1853 et sort de l’atelier Ducroquet de Paris. Lors de sa mise en place, l'instrument masquait une partie de la fresque de Zaccheo. 

#### Chaire
La chaire de 1822-1823 est placée au sud entre deux piliers. Elle est en noyer et la cuve est supportée par deux consoles de style Empire, décorées de feuille d’acanthe. Elle comporte des panneaux sculptés représentant au centre, le Christ, entouré par les évangélistes : saint Mathieu avec l’ange, saint Luc avec le bœuf, saint Jean avec l’aigle et saint Marc avec le lion (tétramorphe) ; au sommet de l’abat-voix, c’est de nouveau saint Jean avec l’aigle ou si l’on se réfère à M. Gilbert Gardes, ce serait une statue féminine avec un oiseau, allusion à la bonne parole véhiculée. Les sculptures de la cuve datent de 1824-1825 et sont de l’ébéniste Pardon de Lyon.